# Prêmio Gramofone de Ouro

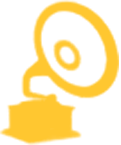
Ícone não oficial do prêmio musical russo “Gramofone de Ouro”

O Prêmio Gramofone de Ouro é um prêmio anual de música nacional russa. Foi estabelecida em 1996 pela Russkoye Radio.

## Top de artistas con mas premio
- 1) Philipp Kirkorov - Pop, Pop rap (23)
- 2) Grigory Leps - Pop rock, Chanson (19)
- 3) Nikolay Baskov - Pop, Chanson, Opera (17)
- 4) Stas Mikhaylov - Chanson, Pop, Pop rap (14)
- 5) Polina Gagarina - Pop (13)
- 6) Valeria - Pop, Pop rap (11)
- 7) Egor Kreed - Pop rap, Rap, Tecnho Music (8)
- 8) Alla Pugacheva - Chanson, Popolare, Pop (8)
- 9) Aleksey Vorobiev - Pop (7)
- 10) Timati - Rap, Pop rap, Trap (6)